# Probopyrus marinus
Probopyrus marinus är en kräftdjursart som först beskrevs av Hugo Frederik Nierstrasz och Brender à Brandis 1923.  Probopyrus marinus ingår i släktet Probopyrus och familjen Bopyridae. Inga underarter finns listade i Catalogue of Life.